# نانساچ رکوردز
نانساچ (انگلیسی: Nonesuch Records) یک ناشر موسیقی آمریکایی است که مالک آن گروه موسیقی وارنر و توزیع‌کننده‌اش، وارنر رکوردز است.
نانساچ در سال ۱۹۶۴ میلادی بنیان‌گذاری شد و مقر اصلی آن، شهرِ نیویورک است.